# 신식민주의
신식민주의(新植民主義, 영어: neocolonialism)는 독립 후에도 경제상·정치상 구 종주국이 구 식민지에 커다란 영향을 미치는 바를 일컫는 말로서 이 신식민주의라는 용어는 원래 프랑스와 영국 같은 구 식민지 종주국이 자국의 식민지를 대상으로 한 경제에 관계된 지배를 유지하고 확대하는 바를 노정한다. 그것과 끊어지지 않고 곧바로 이어 제3세계의 시장과 자원을 대상으로 한, 폭력을 써서 억지로 빼앗을 듯한 관심이 새로운 제국인 미국과 독일와 일본 등에서 노정하였다. 아시아와 아프리카의 여러 국가는 식민지 상태에서 벗어나 독립하고서 경제에 관계되어 독립하지 않고서는 자국의 정치에 영향을 미치는 독립은 무의미하다는 실사를 알아차렸다. 식민지로서 착취당하는 기간에 식민지 경제는 식민지 종주국을 이롭게 하는 경제의 역할로서 재조직화하였었다.
식민지 상태에서 벗어난 많은 국가는 더할 수 없을 정도로 작은, 원자재의 획득에서 시작하여 여러 가지 생산재의 생산을 거쳐 완성 소비재의 성립에 이르는 생산의 단계적 서열 구조를 소유하게 된 데다가 먼 거리 시장에서의 정가와 상품작물 한두 가지의 수출에 의지하여 존재하였다. 즉 불평등하게 교환하였다. 판매와 분배와 이러한 수출 상품 생산까지도 식민지 종주국의 권한에 전체에 걸쳐 좌우되었다. 선진하는 제국의 여타 보호 보처와 육성관세는 식민지 상태에서 벗어난 여러 국가의 경제에 관련된 산업을 여러 가지로 많이 변화하게 하려는 여러 가지 노력을 막아서 못하게 한 데다가 식민지 상태에서 벗어난 많은 국가가 산업화에 착수했을 때 선진국의 자본과 특허화한 기술에 의지하여 존재하여야만 하였다.
식민지 상태에서 벗어난 많은 국가가 발전하려고 한 노력은 식민지 종주국을 대상으로 한 부채를 가증하게 하였고 새로운 지배 형식을 초래하게 하였다. 식민지 상태에서 벗어난 국가가 식민지 종주국의 기업을 국유화하려고 한다든지 채무ㆍ채권 관계를 셈하여 깨끗이 해결하지 않는다든지 하는 여러 가지 시도는 공개되거나 공개되지 않은 정치와 군사의 개입을 초래했다. 이 신식민지 상황을 대상으로 한 집합성을 띤 인식이 1955년 아프리카와 아시아에 있는 여러 국가가 참여한 아시아아프리카회의에서 명백히 노정하였다. 사회에 영향을 미치는 이상을 실현하고자 현재의 사회제도나 정치체제나 관습을 급격히 변혁하려는 체계화한 학설이나 이론에 관계된 서적이나 문서에서 신식민지라는 용어의 전파는 이 아시아아프리카회의에서 인의한다.
신식민지라는 용어가 경제에 영향을 미치는 지배라는 상황을 노정하고자 만들어졌지만, 이것은 식민지 종주국이 자신들의 경제에 말미암은 이익을 달성하고자 실시되는 정치에 영향을 미치는 압력과 군사 지원과 교란책과 공개되는 개입을 위시해 개입하는, 많은 형태를 배제하지는 절대로 않는다. 제삼세계 여러 국가의 민족에 말미암은 열망 식민지 종주국의 이익 사이의 모순은 정치에 말미암은 배경인 냉전으로 심화하여서 신식민주의의 군사상·정치상 규모는 갈수록 실제로 노정하고 때로는 군대가 군사에 말마암은 목적으로 하는 모든 행동에서 경제에 관계된 목적을 은폐하기도 한다.

## 구분
식민지체제의 붕괴에 직면한 제국주의 제국이 식민지주의적 억압이나 착취를 유지하기 위하여 새로이 도입한 방법이나 형태를 말한다. 신식민지주의는 여러 형태가 있으나 크게 보면 정치적인 형태와 경제적 형태로 구분할 수 있다.
(1) 정치적 형태 － 신식민지주의의 정치적 목표는 민족해방운동을 분열시키고 독립을 형식적인 것으로 하여 반식민지(半植民地)적 형태로 지배하는 것이다. 즉 이 방법으로서는 ① 형식적인 독립을 부여하고 공동체의 평등한 구성국으로 만들어 중요사항에 관한 지배권을 보지(保持)함으로써 그 독립을 무의미한 것으로 한다. ② 군사적 동맹 등을 체결하는 것이다. 식민지체제의 유지가 위기에 처한 지역, 특히 구식민지국이 지배를 유지할 수 없게 된 지역을 군사 블록에 편입시키고 또한 방위조약을 체결하여 군사기지를 두고 군대를 주둔시키며, 사실상 군사적 지배하에 두는 것이다. ③ 제국주의국가가 식민지의 독립을 인정않을 수 없게 되는 경우에는 정치적·군사적·경제적으로 중요한 지역을 분리하여 통일을 저해시킴으로써 식민지지배를 유지하려는 것이다. 이 방법은 제국주의 국가들이 식민지지배를 행한 '분할지배(devide and rule)'원칙의 변화로서 종교적 대립, 부족적 대립 등을 이용하여 민족내부에 적대관계를 유발시켜 민족의 통일을 파괴하고 동시에 과격한 독립운동을 약화시킴으로써 지배를 유지, 강화하는 것이다. 즉 서아시아 및 아프리카 등에서 강대국들은 그 지배에 편리하도록 정한 경계에 의하여 식민지를 독립시키며 그들을 서로 대립시키는 정책을 취하고 있다. ④ 1국의 힘으로 식민경영이 곤란할 경우에는 다른 제국주의 국가와 손잡고 공동으로 지배하는 경우도 있다.
정치·군사적 종속의 전형으로서는 1958년 프랑스 제5공화국헌법 당시의 프랑스공동체를 들 수 있다. 1960년 5월 헌법개정으로 독소조항은 삭제되었으나 그 본질은 식민지적 지배체제의 영속화였다. 종교적·부족적 대립을 이용한 사례로서는 인도·파키스탄·방글라데시의 분할독립을 들 수 있는데, 아프리카 지역의 내란·내전사태 또한 이에 기인하는 비극적 결과이다.
(2) 경제적 종속의 유지와 강화·제국주의제국이 정치적으로는 독립했으나 경제적 독립의 과제를 이룩하지 못한 국가에 대해 경제적 종속을 유지·강화함으로써 정치적 종속에까지 이르는 것을 목적으로 하는 것이다. 그 방법으로는 ① 경제적으로 필요한 신흥제국간의 협력과 통합을 방해하고 그 시장도 협소한 상태로 방치하여 자기에게 의존케 하려는 것이다. ② 각종 원조를 제공함으로써 수원국(受援國)과의 종속적 관계를 유지하며 ③ 자본을 수출하고 상품을 수출함으로써 경제적인 종속관계의 유지와 강화를 기할 수 있게 되는 것이다. 오늘날 선진 각국이 저개발제국에 대하여 행하는 원조중에는 이러한 대외정책의 일환(一環)으로 제공되는 것도 적지 않다.
그 결과 신흥제국들은 자체 내의 정치적·경제적 제약점과 이러한 열강의 신식민지주의 정책의 침투로 말미암아 여러 가지 형태로 분열되고, 국가 형성 및 발전이 지체되고 있다.

## 용어
가나의 전 대통령 콰메 은크루마(1960-66)가 "신식민주의"라는 용어를 만들었으며 1963년 아프리카 통일 기구의 서문에 등장하였고 1965년 책 Neo-Colonialism, the Last Stage of Imperialism(1965년)의 제목이었다. 은크루마는 이론적으로 발전시켜 전후 20세기로 확장되었는데 레닌이 1917년 팜플렛 제국주의론에서 사회경제적, 정치적 주장을 제시하였다.

## 같이 보기
- 미국화
- 식민주의
- 문화 패권
- 문화제국주의
- 종속 이론
- 패권
- 제국주의
- 근대화 이론
- 신자유주의
- 탈식민주의
- 아프리카–중국 관계
- 환태평양 경제 동반자 협정
- 워싱턴 합의